# Diedam Fahrzeugwerke
Die Diedam Fahrzeugwerke waren eine von 1950 bis 1980 bestehende Maschinen- und Fahrzeugfabrik in der ostwestfälischen Stadt Mastholte im Kreis Gütersloh, Ostwestfalen.

## Geschichte

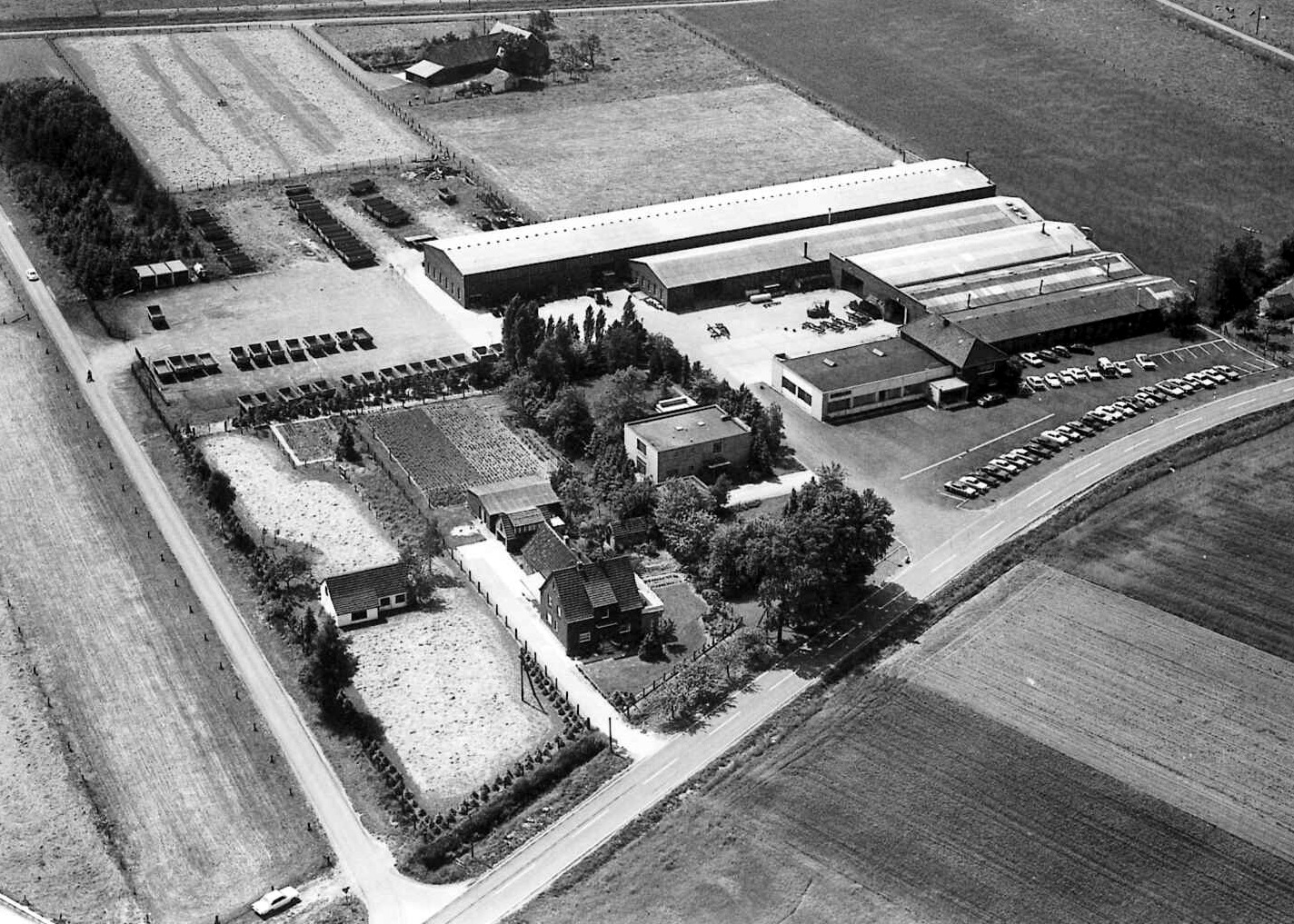
DIEDAM Fahrzeugwerk um 1975

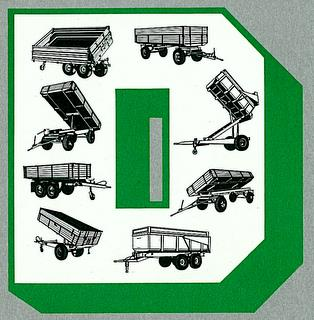
DIEDAM Produktprogramm 1980

Am 1. Juni 1950 gründeten Josef und Franz Diedam in Mastholte die Gebrüder Diedam Maschinen und Fahrzeugfabrik. Zunächst startete der Betrieb in einer kleinen angemieteten Schmiede als Hufschmiede, Landmaschinenhandel und Reparaturbetrieb, wobei auch schon einige Selbstentwicklungen im Fahrzeugbau durchgeführt wurden.
1955 zog der Betrieb in eigene Betriebsräume. Produziert wurden unter anderem Plattformwagen, Stalldungstreuer, Güllewagen, Langholzfahrzeuge für die Forstwirtschaft sowie Spezial-Großraum-Milchwagen, die unter dem Namen „gedima“ vermarktet wurden.
1957 trennten sich die Brüder, und Josef Diedam führte den Betrieb alleine fort. In den nachfolgenden Jahren entwickelte sich das Unternehmen erfolgreich. Zu den wichtigsten Produkten zählten Zwei- und Dreiseitenkipper für die Landwirtschaft, Schnellläufer für Kommunalbetriebe, sowie Absetzcontainer für die Entsorgungsindustrie. Die Fahrzeuge liefen in der Regel unter dem Namen Diedam aus der Serienfertigung. Es wurde aber auch für die Marken WCG-Kipper, Nolte-Kipper, FARM-Container und den weltweit exportierenden Fahrzeugbauer Blumhardt in großen Stückzahlen gefertigt. Für letzteren wurden in dieser Zeit über 2000 Wasserwagen für den Nahen Osten geliefert.
Ab Anfang der 1970er Jahre wurde verstärkt die Entwicklung von Volumenfahrzeugen vorangetrieben. Es entstanden 16-Tonnen-Großraum-Dreiseitenkipper und ein 13-Tonnen-Hoch- und Heckkipper, der zum Abkippen von Zuckerrüben in Eisenbahnwaggons geeignet war. 1976 verließen die ersten neuentwickelten Tieflader-LKW-Anhänger das Werk. Am 15. November 1976 starb Josef Diedam. Zu diesem Zeitpunkt wurden mit rund 160 Mitarbeitern in der Spitze bis zu 25 Fahrzeuge pro Tag produziert.
Das Unternehmen wurde von Ursula Diedam, der Ehefrau Josef Diedams weitergeführt. Schwerpunkt des Unternehmens wurde die Serienproduktion, der Bau von Fahrzeugen mit Stahlbordwänden und der Sonderbau für Volumenfahrzeuge und Schnellläufer. In der Folge wurde die Betriebsfläche um zwei große Hallen mit rund 5.200 m² für die Serienfertigung auf insgesamt 13.500 m² ausgebaut. Das Unternehmen übernahm sich jedoch und am 10. Mai 1980 musste Insolvenz angemeldet werden. Diedam Fahrzeugwerke wurde zerschlagen, und Teile der Produktionsanlage gingen an die Firma Tiede in Werther, die noch einige Jahre unter dem Namen FARM-Container Fahrzeuge verkaufte. Ursula Diedam gründete danach eine Handelsgesellschaft, die kurzzeitig Fahrzeuge aus holländischer Produktion vertrieb. Ab Herbst 1981 wurde kein Fahrzeug mehr unter dem Markennamen Diedam verkauft.
Nach einer kurzen Zwischennutzung durch das Unternehmen Münkel wurde das Betriebsgelände an die Wirus-Werke in Gütersloh veräußert.